# Cyananthus pedunculatus
Cyananthus pedunculatus är en klockväxtart som beskrevs av Charles Baron Clarke. Cyananthus pedunculatus ingår i släktet Cyananthus, och familjen klockväxter. Inga underarter finns listade i Catalogue of Life.